# Corium (Reaktortechnik)
Als Corium – eine Kunstwortbildung aus englisch core, für „(Reaktor-)Kern“, und der für chemische Elemente charakteristischen Wortendung -ium – wird das geschmolzene Material bezeichnet, welches in einem Kernreaktor bei einer Kernschmelze entsteht. Es ist eine lavaartige Mischung aus Kernbrennstoff, Steuerstäben und den Werkstoffen der direkt betroffenen Teile des Reaktors. Es besteht im Wesentlichen aus den Elementen Uran, Zirconium, Eisen, Nickel und Chrom.
Oft werden auch erkaltete Mischungen von Corium und dessen chemischen Reaktionsprodukten mit Luft und Wasser, sowie, falls das Reaktorgefäß durchbrochen wird, geschmolzenem Beton vom Boden der Reaktorhalle als Corium bezeichnet. Diese Stoffe werden jedoch in Fachpublikationen als MCCI (molten core-concrete interaction; engl. geschmolzenzer Kern-Beton Interaktion) oder FCMs/LFCMs/LMNF ((lava-like) fuel containing materials bzw. -materials containing nuclear fuels; engl. (lava-ähnliche,) Brennstoff-enthaltende Materialen bzw. - Materialien, die Kernbrennstoff enthalten) bezeichnet.
Bei dem Reaktorunfall im Kernkraftwerk Three Mile Island, der Katastrophe von Tschernobyl und der Nuklearkatastrophe von Fukushima kam es zur Bildung von Corium.
Bei einigen Reaktortypen ist ein Core-Catcher zum Auffang des Coriums vorgesehen.

## Zusammensetzung und Entstehung
Die Wärme, die zum Schmelzen des Reaktors führt, kann aus der nuklearen Kettenreaktion stammen, zumeist aber ist die Zerfallswärme der Spaltprodukte in den Brennstäben die hauptsächliche Wärmequelle. Die Wärmeentstehung durch Zerfall fällt erst schnell und dann immer langsamer ab, da die kurzlebigen Isotope den größten Anteil an der Aktivität haben. Eine weitere Wärmequelle ist die chemische Reaktion der heißen Metalle mit Luftsauerstoff oder Wasserdampf.
Die Kettenreaktion und damit verbundene erhöhte Wärmeproduktion kann in Teilen des Coriums weiter fortschreiten, wenn örtlich eine kritische Masse erreicht wird. Festgestellt werden kann dies dadurch, dass noch lange nach der Kernschmelze kurzlebige Spaltprodukte in zu großen Mengen vorhanden sind, als dass sie noch aus der kontrollierten Kettenreaktion vor der Kernschmelze stammen könnten. Da bei der Kettenreaktion große Wärmemengen und frische radioaktive Spaltprodukte entstehen, ist dieser Vorgang sehr kritisch in Bezug auf das Gefahrenpotential.
Die Temperatur des Coriums hängt erstens von der Dynamik seiner inneren Wärmeerzeugung – der Menge an Isotopen, die Zerfallswärme erzeugen und ihrer Verdünnung durch andere geschmolzene Materialien – ab, sowie zweitens von seinen Wärmeverlusten – der physischen Anordnung und der Wärmeabgabe an die Umgebung. Eine kompakte Masse wird weniger Wärme verlieren als eine dünn ausgebreitete Schicht. Corium von genügend hoher Temperatur kann Beton schmelzen. Eine festgewordene Coriummasse kann von selbst wieder schmelzen, wenn ihre Wärmeverluste abnehmen, zum Beispiel weil sie mit wärmedämmenden Trümmern bedeckt wird, oder wenn das Wasser, von dem sie gekühlt wurde, verdampft ist.
Auf der Coriummasse können sich Krusten bilden, die wärmedämmend wirken. Die Wärmeverteilung in der Coriummasse wird beeinflusst durch die unterschiedliche Wärmeleitfähigkeit geschmolzener Oxide und Metalle. Durch Konvektion in der flüssigen Phase wird der Wärmetransport bedeutend erhöht.
Der geschmolzene Reaktorkern setzt flüchtige Verbindungen frei. Diese können gasförmig bleiben, wie etwa molekulares Iod oder Edelgase, oder zu Aerosolpartikeln kondensieren, wenn sie die Hochtemperaturregion verlassen. Ein hoher Anteil der Aerosolpartikel stammt aus dem Material der Steuerstäbe. Die gasförmigen Verbindungen können von der Oberfläche der Aerosolpartikel adsorbiert werden.

### Zusammensetzung und Reaktionen des Coriums
Die Zusammensetzung des Coriums hängt vom Reaktortyp ab, insbesondere von den Materialien, die für die Steuerstäbe und als Kühlmittel verwendet werden. Es gibt Unterschiede zwischen dem in Druckwasserreaktoren und Siedewasserreaktoren gebildeten Corium.
Bei Kontakt mit Wasser bildet das Borkarbid aus den Steuerstäben des Siedewasserreaktors zunächst Boroxid und Methan, dann Borsäure. Bor kann auch aus der Borsäure in einem Notfallkühlmittel zu diesen Reaktionen hinzukommen.
Zirconium aus Zirkalloy, zusammen mit einigen anderen Metallen, reagiert mit Wasser und erzeugt Zirconium(IV)-oxid und Wasserstoff. Die Produktion von Wasserstoff ist bei Reaktorunfällen eine große Gefahrenquelle.
Das Verhältnis zwischen oxidierenden und reduzierenden Atmosphären und das Verhältnis zwischen Wasser und Wasserstoff beeinflusst die Bildung chemischer Verbindungen. Unterschiede in der Flüchtigkeit der Reaktorkernmaterialien beeinflussen die Rate der freigesetzten Elemente. Zum Beispiel setzt die Silber-Indium-Cadmium-Legierung der Steuerstäbe in einer inerten Atmosphäre fast nur Cadmium frei. Im Beisein von Wasser dagegen bildet das Indium flüchtiges Indium(I)-oxid und Indium(I)-hydroxid, welches verdampft und ein Aerosol aus Indium(III)-oxid bildet. In einer wasserstoffreichen Atmosphäre wird die Oxidation des Indiums verhindert, wodurch weniger Indium freigesetzt wird.
Caesium und Iod aus den Spaltprodukten reagieren zu flüchtigem Caesiumiodid, das als Aerosol kondensiert.
Während einer Kernschmelze steigt die Temperatur der Brennstäbe an, und die Stäbe beginnen sich zu verformen, im Fall des Zirkalloys oberhalb 700–900 °C. Wenn der Druck im Reaktor niedrig ist, zerreißt der Druck im Inneren der Brennstäbe ihre Brennstabhüllen. Ist der Druck im Reaktor hoch, so presst er die Brennstabhüllen auf die Brennstoffpellets und ruft dadurch die Entstehung von Urandioxid-Zirconium-Eutektikum hervor, das eine Schmelztemperatur von 1200 bis 1400 °C hat. Zwischen Dampf und Zirconium läuft eine exotherme Reaktion ab, die so viel Wärme erzeugen kann, dass sie sich auch ohne den Beitrag der Zerfallswärme selbst erhält. Wasserstoff wird (bei Normaltemperatur und Normaldruck) in einem Verhältnis von etwa 0,5 m³ pro kg Zirkalloy freigesetzt. In den Reaktorwerkstoffen kann es zur Wasserstoffversprödung kommen. Aus den beschädigten Brennstäben werden flüchtige Spaltprodukte freigesetzt. Zwischen 1300 und 1500 °C schmilzt die Silber-Cadmium-Indium-Legierung der Steuerstäbe zusammen mit ihrer Umhüllung und flüchtige Metalle verdampfen. Bei 1800 °C beginnen die Oxide der Umhüllung zu schmelzen und zu fließen. Bei 2700–2800 °C schmilzt das Uranoxid selbst und die Geometrie des Reaktorkerns bricht zusammen. Das kann bei niedrigeren Temperaturen eintreten, wenn sich eine eutektische Uranoxid-Zirkonium-Verbindung bildet. Nun ist das Corium so gut wie frei von flüchtigen Bestandteilen, die nicht chemisch gebunden sind, wodurch die Wärmeproduktion um etwa 25 % sinkt, da die flüchtigen Isotope sich nun andernorts befinden.
Die Temperatur von Corium kann in den ersten Stunden nach der Kernschmelze 2400 °C betragen und über 2800 °C erreichen. Eine große Wärmemenge kann durch die Reaktion der Metalle im Corium (besonders Zirconium) mit Wasser entstehen. Wenn die Coriummasse mit Wasser überspült wird oder wenn geschmolzene Coriummasse in einen Wasserbehälter fällt, kann das zu einem weiteren Temperaturanstieg und zur Produktion großer Mengen an Wasserstoff führen, die wiederum einen Druckanstieg im Reaktorbehälter zur Folge haben. Die Dampfexplosion, die ein solcher plötzlicher Kontakt von Corium und Wasser hervorruft, kann die Materialien auseinandersprengen, wobei sich Projektile bilden können, die den Behälter durch ihren Aufschlag beschädigen. Weitere Druckausschläge können durch die Verbrennung des freigesetzten Wasserstoffs entstehen. Die Detonationsgefahr kann durch Anwendung katalytischer Rekombinatoren gemildert werden.

### Durchbrechen des Reaktordruckbehälters
Ohne ausreichende Kühlung überhitzt sich das Reaktorinnere, es verformt sich infolge der thermischen Ausdehnung der Bestandteile, und es kommt zum Zusammenbruch, sobald die Temperatur den Schmelzpunkt der Werkstoffe erreicht. Die Schmelze sammelt sich nun am Boden des Reaktordruckbehälters. Wird sie hinreichend gekühlt, kann sie erstarren und die Ausbreitung des Schadens bleibt auf den Reaktor begrenzt. Das Corium kann sich jedoch auch durch den Reaktordruckbehälter hindurchschmelzen und ausfließen oder durch den Druck im Reaktorinneren als geschmolzener Strom ausgestoßen werden. Das Versagen des Reaktors kann durch die Überhitzung seines Bodens durch die Coriumschmelze verursacht werden, die zunächst zum Kriechbruch und dann zum Durchbrechen des Behälters führt. Ein hoher Kühlwasserstand über der Coriumschicht kann es ermöglichen, dass sich ein thermisches Gleichgewicht unterhalb der Kriechtemperatur des Metalls einstellt, ohne dass der Reaktordruckbehälter bricht.
Wird der Behälter genügend gekühlt, kann sich zwischen der Schmelze und der Reaktorwand eine Kruste bilden. Die Schicht aus geschmolzenem Stahl oben auf dem Oxid erzeugt eine Zone mit erhöhter Wärmeleitung zur Reaktorwand. Dieser Zustand, der als „Hitzemesser“ (engl. heat knife) bezeichnet wird, erhöht die Wahrscheinlichkeit dafür, dass an der Seitenwand des Reaktordruckbehälters eine lokale Erweichung stattfindet und daraufhin Corium austritt.
Herrscht im Reaktordruckbehälter hoher Druck, dann kann die Coriummasse beim Durchbrechen des Behälterbodens hinausgedrückt werden. In der ersten Phase wird nur die Schmelze selbst ausgestoßen. Danach bildet sich eine Kuhle in der Mitte der Öffnung, und zusammen mit der Schmelze wird Gas ausgestoßen, wodurch der Druck im Reaktor rasch abnimmt. Die hohe Temperatur der Schmelze bewirkt auch eine rasche Erosion und Vergrößerung der Öffnung. Wenn ein Loch im Boden des Behälters ist, kann nahezu alles Corium ausgestoßen werden. Ein Loch in der Seitenwand des Behälters kann dazu führen, dass das Corium nur teilweise austritt und ein Teil im Reaktorinneren zurückbleibt. Das Durchschmelzen des Reaktorgefäßes kann zwischen einigen Minuten bis zu mehreren Stunden dauern.
Nach dem Durchbrechen des Reaktordruckgefäßes bestimmen die Bedingungen im Reaktorraum unterhalb des Kerns, was für Gase erzeugt werden. Wenn Wasser vorhanden ist, werden Dampf und Wasserstoff erzeugt. Trockener Beton führt zur Entstehung von Kohlendioxid und kleineren Mengen von Dampf.

### Wechselwirkungen zwischen Corium und Beton (MCCI)
Die thermische Zersetzung von Beton ergibt u. a. Wasserdampf und Kohlendioxid. Diese können weiter mit den Metallen in der Schmelze reagieren, indem sie sie oxidieren und dabei zu Wasserstoff und Kohlenmonoxid reduziert werden. Die Zersetzung des Betons und die Verflüchtigung seiner alkalischen Bestandteile sind endotherme Vorgänge, nehmen also Wärme auf. Die während dieser Phase freigesetzten Aerosole basieren hauptsächlich auf Siliciumverbindungen, die aus dem Beton stammen. Sonstige flüchtige Elemente wie z. B. Caesium können in nichtflüchtigen unlöslichen Silicaten gebunden werden.
Zwischen dem Beton und der Coriumschmelze können mehrere Reaktionen stattfinden. Freies und chemisch gebundenes Wasser wird aus dem Beton als Dampf freigesetzt. Calciumcarbonat zersetzt sich und erzeugt dabei Kohlendioxid und Calciumoxid. Wasser und Kohlendioxid durchdringen die Coriummasse, oxidieren dabei exotherm die darin enthaltenen nichtoxidierten Metalle und erzeugen Wasserstoffgas und Kohlenmonoxid. Es können große Mengen an Wasserstoff entstehen. Calciumoxid, Siliciumdioxid und Silicate schmelzen und werden mit dem Corium vermischt.
Die Oxidphase, in der die nichtflüchtigen Spaltprodukte angereichert sind, kann bei Temperaturen von 1300 bis 1500 °C für eine beträchtliche Zeit stabil bleiben. Eine möglicherweise vorhandene Schicht aus dichterem geschmolzenem Metall, die weniger Radioisotope enthält – Ru, Tc, Pd …, zu Beginn aus geschmolzenem Zirkalloy, Eisen, Chrom, Nickel, Mangan, Silber und anderen Konstruktionsmaterialien und metallischen Spaltprodukten, und Tellur, das als Zirconiumtellurid gebunden ist – als die Oxidschicht – in der sich Sr, Ba, La, Sb, Sn, Nb, Mo und andere Stoffe konzentrieren, und die zu Beginn hauptsächlich aus Zirkoniumdioxid und Urandioxid besteht, ggf. mit Eisenoxid und Boroxiden – kann zwischen den Oxiden und dem darunterliegenden Beton eine Trennschicht bilden, die das Eindringen des Coriums verlangsamt und im Laufe einiger Stunden fest wird. Während die Wärme in der Oxidschicht hauptsächlich durch Zerfallswärme entsteht, wird sie in der Metallschicht hauptsächlich durch die exotherme Reaktion mit dem Wasser erzeugt, das aus dem Beton kommt. Die Zersetzung des Betons und die Verflüchtigung der Alkalimetallverbindungen verbraucht bedeutende Wärmemengen.
Die Erosion der Beton-Grundplatte geht ungefähr eine Stunde rasch voran und schreitet fort bis in etwa einen Meter Tiefe. Dann verlangsamt sie sich auf einige Zentimeter pro Stunde und kommt ganz zum Stillstand, sobald die Schmelze unter die Zersetzungstemperatur des Betons (etwa 1100 °C) abkühlt. Vollständiges Durchschmelzen kann innerhalb einiger Tage auch durch mehrere Meter Beton erfolgen. Das Corium dringt dann mehrere Meter in den darunterliegenden Boden ein, kühlt ab und verfestigt sich. Während Corium und Beton miteinander wechselwirken, können sehr hohe Temperaturen erreicht werden. Weniger flüchtige Aerosole von Ba, Ce, La, Sr und anderen Spaltprodukten werden während dieser Phase gebildet und in den Sicherheitsbehälter eingebracht, während die meisten der vorher entstandenen Aerosole sich schon niedergeschlagen haben. Mit fortschreitender Zersetzung des Zirconiumtellurids wird Tellur freigesetzt. Gasblasen, die sich durch die Schmelze bewegen, verstärken die Aerosolbildung.
Die Thermohydraulik der Corium-Beton-Wechselwirkungen (CCI oder auch MCCI, molten core-concrete interactions) ist hinreichend verstanden. Die Dynamik der Bewegung des Coriums innerhalb und außerhalb des Reaktorgefäßes ist jedoch hochkomplex, und die möglichen Szenarien sind zahlreich. Langsames Tropfen der Schmelze in ein darunterliegendes Wasserbad kann zu vollständigem Abkühlen führen, während rascher Kontakt einer großen Masse von Corium mit Wasser zu einer zerstörerischen Dampfexplosion führen kann. Das Reaktorgefäß kann das Corium vollständig zurückhalten, es können aber auch der Reaktorboden oder einige der sich darin befindenden Instrumentenbohrungen durchgeschmolzen werden.
Die thermische Belastung, die das Corium für den Boden unter dem Reaktorgefäß darstellt, kann durch ein im Beton eingebettetes Gitter aus faseroptischen Sensoren überwacht werden. Dazu werden reine Quarzglas-Fasern benötigt, weil sie stärkerer Strahlenbelastung standhalten.
Bei einigen Konstruktionen von Reaktorgebäuden, z. B. beim EPR, sind Core-Catcher vorgesehen, eigene Bereiche für die Ausbreitung des Coriums, wo die Schmelze sich absetzen kann, ohne mit Wasser in Berührung zu kommen und ohne in größerem Maße mit Beton zu reagieren. Erst dann, wenn sich auf der Schmelze eine Kruste gebildet hat, können begrenzte Mengen von Wasser zugeführt werden, um die Masse abzukühlen.
Werkstoffe auf der Grundlage von Titan(IV)-oxid und Neodym(III)-oxid scheinen gegen Corium beständiger zu sein als Beton.
Die Ablagerung von Corium auf der Innenfläche des Sicherheitsbehälters, z. B. durch Austritt unter Hochdruck aus dem Reaktordruckbehälter, kann durch Erwärmen (direct containment heating, DCH) zum Versagen des Sicherheitsbehälters führen.

## Einzelne Vorfälle

### Der Unfall von Three Mile Island
Bei dem Kernschmelzunfall im Kernkraftwerk Three Mile Island kam es zu einem langsamen teilweisen Abschmelzen des Reaktorkerns. Etwa 19.000 kg Material schmolzen und verlagerten sich innerhalb von zwei Minuten, etwa 224 Minuten nach der Schnellabschaltung. Es bildete sich eine Lache aus Corium am Boden des Reaktorbehälters, dieser wurde jedoch nicht durchbrochen. Die Schicht aus erstarrtem Corium war zwischen 5 und 45 cm dick.
Es wurden Proben aus dem Reaktor entnommen. Zwei Coriummassen wurden gefunden, eine innerhalb der Brennstabanordnung und eine in der Bodenwölbung des Reaktorbehälters. Die Proben waren hauptsächlich mattgrau, an einigen Stellen gelb.
Die Masse erwies sich als homogen und bestand vor allem aus geschmolzenem Kernbrennstoff und Brennelementhülsen. An Elementen enthalten waren in Massenanteilen etwa 70 % Uran, 13,75 % Zirconium und 13 % Sauerstoff. Der Rest bestand aus rostfreiem Stahl und Inconel, die in die Schmelze eingebaut waren. Die losen Trümmer zeigten einen etwas geringeren Urangehalt (etwa 65 % Massenanteil) und einen höheren Gehalt an metallischen Konstruktionswerkstoffen. Die Zerfallswärme des Coriums 224 Minuten nach der Schnellabschaltung wurde auf 0,13 W/g geschätzt und fiel 600 Minuten nach der Schnellabschaltung auf 0,096 W/g. Edelgase, Caesium und Iod waren nicht vorhanden. Dies zeigt an, dass sie sich aus dem heißen Material verflüchtigt hatten. Die Proben waren vollständig oxidiert, was darauf hinweist, dass genügend Dampf vorhanden war, um alles verfügbare Zirconium zu oxidieren.
Einige Proben enthielten eine kleine Menge (weniger als 0,5 %) metallischer Schmelze, die aus Silber und Indium (aus den Steuerstäben) bestand. Eine sekundäre Phase aus Chrom(III)-oxid wurde in einer der Proben gefunden. Einige metallische Einschlüsse enthielten Silber, aber kein Indium, was auf Temperaturen hindeutet, die hoch genug waren, um sowohl Cadmium als auch Indium zu verflüchtigen. Fast alle metallischen Bestandteile, mit der Ausnahme des Silbers, waren vollständig oxidiert, allerdings war auch das Silber an einigen Stellen oxidiert. Die an Eisen und Chrom reichen Einschlüsse stammen vermutlich aus einer geschmolzenen Düse, die nicht genug Zeit hatte, sich in der Schmelze zu verteilen.
Die Dichte der Proben variierte zwischen 7,45 und 9,4 g/cm³ (Die Dichtewerte des UO2 und ZrO2 sind 10,4 und 5,6 g/cm³). Die Porosität der Proben variierte zwischen 5,7 und 32 %, der Durchschnitt lag bei 18 ±11 %.
In einigen Proben wurden Streifen untereinander verbundener Poren gefunden, was darauf hindeutet, dass das Corium hinreichend lange geschmolzen war, um die Bildung von Blasen aus Dampf oder geschmolzenem Baumaterial und ihre Wanderung durch die Schmelze zu ermöglichen. Wohlvermischter Mischkristall aus (U,Zr)O2 zeigt an, dass die Temperatur der Schmelze 2600 bis 2850 °C erreichte.
Das Gefüge des erstarrten Materials zeigt zwei Phasen: (U,Zr)O2 und (Zr,U)O2. Die zirconiumreiche Phase wurde rund um die Poren und an den Korngrenzen gefunden und enthält etwas Eisen und Chrom in Oxidform. Diese Phasentrennung deutet auf langsames allmähliches Abkühlen anstatt raschen Abschreckens hin. Nach dem Typ der Phasentrennung zu schließen dauerte es etwa 3 bis 72 Stunden.

### Der Unfall von Tschernobyl
Bei der Katastrophe von Tschernobyl wurden große Mengen an Corium gebildet. Dazu ist zu ergänzen, dass die dortige Kernschmelze zur Milderung der Auswirkungen nach ca. 24 Stunden von oben durch Hubschrauber mehrere Tage lang mit Sand, Blei und Bor abgedeckt und zudem flüssiger Stickstoff von außen unter das Corium gepumpt wurde, was dessen weitere Erosion nach unten offenbar deutlich bremste.
Die geschmolzene Masse des Reaktorkerns tropfte unter den Reaktorbehälter und erstarrte dort in Form von Stalaktiten, Stalagmiten und Lavaströmen. Die bekannteste Formation ist der „Elefantenfuß“, der sich unter dem Reaktorboden in einem Dampfverteilungskorridor befindet.
Das Corium wurde in drei Phasen gebildet:
- In der ersten Phase, die nur einige Sekunden dauerte, herrschten Temperaturen von örtlich mehr als 2600 °C. Es bildete sich eine Zirconium-Uran-Oxidschmelze aus höchstens 30 % des Reaktorkerns. Die Untersuchung eines hoch radioaktiven Teilchens (hot particle) ergab, dass sich Zr-U-O- und UOx-Zr-Phasen gebildet hatten. Die 0,9 mm starke Brennstabhülle aus Niob-Zirkalloy bildete aufeinanderfolgende Schichten aus UOx, UOx+Zr, Zr-U-O, metallischem Zr(O), und Zirconium(IV)-oxid. Diese Phasen wurden einzeln oder zusammen in den „hot particles“ gefunden, die vom Reaktorkern ausgestreut worden waren.[19][20]
- Die zweite Phase, die sechs Tage dauerte, war gekennzeichnet durch eine Wechselwirkung der Schmelze mit den silikathaltigen Baumaterialien: Sand, Beton und Serpentinit. Die geschmolzene Mischung ist reich an Siliciumdioxid und Silicaten.
- Das dritte Stadium folgte, als der Brennstoff Schichten bildete, die Schmelze in die unteren Stockwerke durchbrach und dort fest wurde.[21][22][23][24]

Das Corium von Tschernobyl besteht aus Urandioxid, dem Reaktorbrennstoff, seiner Umhüllung aus Zirkalloy, geschmolzenem Beton und zersetztem und geschmolzenem Serpentinit, in dem der Reaktor zur Wärmedämmung  eingepackt worden war. Die Analyse ergab, dass sich das Corium auf bis zu 2255 °C erhitzte und mindestens vier Tage lang auf mehr als 1660 °C blieb.
Das geschmolzene Corium setzte sich am Boden des Reaktorschachtes ab, wobei sich auf seiner Oberfläche eine Schicht aus Graphittrümmern bildete. Acht Tage nach der Kernschmelze durchdrang die Schmelze die untere biologische Abschirmung (biological shield), breitete sich auf dem Boden des Reaktorraumes aus und setzte dabei Radionuklide frei. Weitere Radioaktivität wurde freigesetzt, als die Schmelze mit Wasser in Kontakt kam.
Drei verschiedene Lavasorten finden sich im Fundament des Reaktorgebäudes: Schwarze und braune Lava und eine poröse Keramik. Es handelt sich hierbei um Silikatgläser mit Einschlüssen aus anderen Materialien. Die poröse Lava ist braune Lava, die in Wasser fiel und daher rasch abkühlte.
Während der Radiolyse des Wassers im Becken des Druckabbausystems unterhalb des Reaktors bildete sich Wasserstoffperoxid. Die Hypothese, dass das Wasser im Becken teilweise zu H2O2 umgewandelt wurde, wird dadurch bestätigt, dass sich in den Laven die weißen kristallinen Minerale Studtit und Metastudtit bildeten, die einzigen Minerale, die Wasserstoffperoxid enthalten.
Die Coriummassen bestehen aus einer stark heterogenen Silikatglasmatrix mit Einschlüssen. Folgende enthaltene Phasen lassen sich unterscheiden:
- Uranoxide aus den Brennstoffpellets
- Uranoxide mit Zirconium (UOx+Zr)
- Zr-U-O
- Zirconium(IV)-oxid mit Uran
- Zirconiumsilicat mit bis zu 10 % Uran als Mischkristall (Zr,U)SiO4, („Tschernobylit“).
- Uranhaltiges Glas bildet das Material der Glasmatrix selbst; hauptsächlich ein Calcium-Aluminium-Silikat mit kleinen Anteilen Magnesiumoxid, Natriumoxid und Zirconium(IV)-oxid.[30]
- Metall in Form erstarrter Schichten und sphärischer Einschlüsse von Fe-Ni-Cr-Legierung in der Glasphase.[19]

Fünf Materialtypen können im Tschernobyl-Corium identifiziert werden:
- Schwarze Keramik, ein glasartiges kohlenschwarzes Material, dessen Oberfläche von vielen Hohlräumen und Poren zernarbt ist. Normalerweise in der Nähe der Stellen, wo das Corium gebildet wurde. Seine zwei Versionen enthalten etwa 4–5 bzw. 7–8 Gewichtsprozent Uran.

- Braune Keramik, ein glasartiges braunes Material, meist glänzend, aber auch matt. Normalerweise auf einer Schicht aus erstarrter Metallschmelze. Enthält sehr kleine Metallkugeln. Enthält 8–10 Gewichtsprozent Uran. Mehrfarbige Keramik enthält 6–7 % Brennstoff.[32][33]
- Schlackenartiges gekörntes Corium, schlackenartige unregelmäßige grau-magentafarbige bis dunkelbraune glasige Körner mit Kruste. Gebildet durch längeren Kontakt der braunen Keramik mit Wasser. In großen Haufen auf beiden Ebenen des Druckabbausystems.
- Bimsstein, krümelige bimssteinartige graubraune poröse Formationen, gebildet aus geschmolzenem braunem Corium, das durch Dampf aufgeschäumt wurde, als es mit Wasser in Kontakt kam. In großen Haufen im Becken des Druckabbausystems in der Nähe der Abflussöffnungen. Dorthin wurden sie von der Wasserströmung getragen, da sie leicht genug waren, um zu schwimmen.[34][35][36]
- Metall, geschmolzen und erstarrt. Das meiste davon im Dampfverteiler-Korridor. Auch als kleine sphärische Einschlüsse in allen obengenannten oxidbasierten Materialien. Enthält keinen eigentlichen Brennstoff, jedoch einige metallische Spaltprodukte, z. B. Ruthenium-106.

Der geschmolzene Reaktorkern sammelte sich im Raum 305/2, bis er die Kanten der Dampfablassventile erreichte; dann bewegte er sich weiter abwärts zum Dampfverteiler-Korridor. Er brach oder brannte auch in den Raum 304/3 durch. Drei Coriumströme gingen vom Reaktor aus. Strom 1 bestand aus brauner Lava und geschmolzenem Stahl; der Stahl bildete eine Schicht auf dem Boden des Dampfverteiler-Korridors, auf der Ebene +6, wobei braunes Corium obenauf lag. Von diesem Gebiet aus floss braunes Corium durch die Dampfverteiler-Kanäle in die Druckverminderungsbecken auf den Ebenen +3 und 0, wo es poröse und schlackenartige Formationen bildete. Strom 2 bestand aus schwarzer Lava und drang auf der anderen Seite in den Dampfverteiler-Korridor ein. Strom 3, der ebenfalls aus schwarzer Lava bestand, floss zu anderen Bereichen unterhalb des Reaktors. Das als „Elefantenfuß“ bekannte Gebilde befindet sich im Raum 217/2 und besteht aus schwarzer Lava, die eine mehrschichtige Struktur, ähnlich Baumrinde, formte. Die Masse des Elefantenfußes wird je nach Quelle mit 0,4 bis zwei Tonnen angegeben. Da das Material gefährlich radioaktiv, hart und fest ist, außerdem aufgrund der hohen Strahlung, die die Elektronik beeinträchtigte, ferngesteuerte Systeme nicht verwendet werden konnten, wurde es mit einer AK-47 beschossen, um Stücke zur Analyse davon abzutrennen.
Die Schmelze von Tschernobyl war eine Silikatschmelze mit Einschlüssen aus Zr/U-Phasen, geschmolzenem Stahl und hoch uranhaltigem Zirconiumsilikat („Tschernobylit“, ein schwarzes und gelbes künstliches Mineral). Der Lavafluss besteht aus mehr als einer Materialsorte – es wurde eine braune Lava und ein poröses keramisches Material gefunden. Das Verhältnis zwischen Uran und Zirconium ist in den verschiedenen Teilen der festen Masse stark unterschiedlich. In der braunen Lava wurde eine uranreiche Phase gefunden, die ein U:Zr-Verhältnis von 19:3 bis 38:10 hat. Die uranarme Phase in der braunen Lava hat ein U:Zr-Verhältnis von etwa 1:10. Aus der Untersuchung der Zr/U-Phasen kann die thermische Geschichte der Mischung ermittelt werden. Man kann zeigen, dass die Temperatur vor der Explosion in Teilen des Kerns höher war als 2000 °C, während sie in anderen Gebieten mehr als 2400–2600 °C betrug.
Die Zusammensetzung einiger der Coriumproben ist wie folgt (in Prozent):
| Coriumtyp | SiO2 | U3O8 | MgO | Al2O3 | PbO  | Fe2O3 |
| --------- | ---- | ---- | --- | ----- | ---- | ----- |
| Bimsstein | 61   | 11   | 12  | 07    | 0    | 04    |
| Glas      | 70   | 08   | 13  | 12    | 00,6 | 05    |
| Schlacke  | 60   | 13   | 09  | 12    | 0    | 07    |

#### Zerfall der Lava
Das Corium unterliegt einem Zerfallsprozess. Der Elefantenfuß, der nach seiner Entstehung hart und fest war, ist nun soweit von Rissen durchzogen, dass ein mit Klebstoff versetzter Ballen leicht ein bis zwei Zentimeter der oberen Schicht ablösen konnte. Die Form des Gebildes selbst ändert sich, da das Material abwärts gleitet und sich setzt. Die Temperatur des Coriums weicht jetzt nur noch wenig von der der Umgebung ab. Daher ist das Material dem Temperaturzyklus von Tag und Nacht sowie der Verwitterung durch Wasser ausgesetzt. Die heterogene Natur des Coriums und der unterschiedliche Ausdehnungskoeffizient der Bestandteile verursacht beim Durchlauf von Temperaturzyklen eine Alterung des Materials. Während des Erstarrens wurden infolge der ungeregelten Abkühlrate starke Eigenspannungen aufgebaut. Das Wasser, das in Poren und Mikrorisse einsickert und dort gefriert, beschleunigt das Aufplatzen. Der Prozess ähnelt dem, der Schlaglöcher in Straßen hervorruft.
Corium neigt wie auch stark bestrahltes Uran-Brennmaterial zur spontanen Stauberzeugung (spontane Selbstzerstäubung  der Oberfläche, siehe Sputtern). Die Alphastrahlung der Isotope im Inneren der glasartigen Struktur verursacht Coulomb-Explosionen, die das Material zerstören und Submikrometer-Partikel von seiner Oberfläche freisetzen. Die Radioaktivität ist jedoch mit 2 × 1016 α-Zerfällen pro Gramm und 2 bis 5 × 105 Gy β- oder γ-Strahlung nicht stark genug, um die Eigenschaften des Glases wesentlich zu verändern. Dazu wären 1018 α-Zerfälle pro Gramm und 108 bis 109 Gy β- oder γ-Strahlung erforderlich. Auch die Löslichkeit der Lava in Wasser ist sehr niedrig (10−7 g·cm−2 Tag−1), wodurch es unwahrscheinlich scheint, dass sie sich in Wasser auflöst.
Wie lange die Keramikform des Materials die Freisetzung von Radioaktivität verzögern kann, ist unklar. Zwischen 1997 und 2002 wurde eine Reihe an Arbeiten veröffentlicht, denen zufolge die gesamten 1200 Tonnen Lava sich infolge ihrer eigenen Strahlung innerhalb einiger Wochen in Submikrometer-feines bewegliches Pulver umwandeln würden. Eine andere Arbeit sagt jedoch, dieser Zerfall vollziehe sich wahrscheinlich nicht schnell und plötzlich, sondern eher langsam und allmählich. Dasselbe Papier sagt auch, aus dem havarierten Reaktor entweiche im Jahr nur 10 kg Uran. Diese niedrige Rate der Auslaugung des Urans deutet darauf hin, dass die Lava ihrer Umgebung standhält. Das Papier sagt weiter, dass die Auslaugung durch Verbesserung des Gebäudes noch verringert werden könne.
Auf einigen der Oberflächen der Lavaströme haben sich neue Uranminerale, wie UO3·2H2O (Eliantinit), (UO2)O2·4H2O (Studtit), Uranylcarbonat (Rutherfordin) zu bilden begonnen, auch zwei unbenannte Verbindungen Na4(UO2)(CO3)3 und Na3U(CO3)2·2H2O. Sie sind wasserlöslich und ermöglichen so die Mobilisierung und den Transport des Urans. Dem Aussehen nach sind es weißlichgelbe Stellen auf der Oberfläche des festen Coriums. Diese Sekundärminerale zeigen im Vergleich mit der Lava selbst eine um mehrere hundert Mal niedrigere Konzentration an Plutonium und eine um einige Male höhere Konzentration an Uran.

Stärke der Aktivität verschiedener Isotope im Corium von Tschernobyl, im April 1986

### Der Unfall von Fukushima
Ab dem 11. März 2011 fiel im Kernkraftwerk Fukushima Daiichi nach und nach die gesamte Stromversorgung und die Kühlung von fünf Kernreaktoren aus. Bei zwei der Reaktoren konnte die Stromversorgung rechtzeitig wiederhergestellt werden, während es in den anderen drei zu Kernschmelzen kam.
Einzelne Messwerte für Radioaktivität und Temperatur in den zerstörten Reaktoren blieben in den folgenden Wochen und Monaten hoch und änderten sich überraschend (siehe Aufstellung im Artikel Systemzustand während der Nuklearkatastrophe von Fukushima). Der Kraftwerksbetreiber TEPCO nahm aufgrund der gemessenen Temperaturen an, dass sich Reste der geschmolzenen Brennelemente als Corium am Boden des jeweiligen Reaktordruckbehälters gesammelt und diesen beschädigt, vermutlich durchlöchert haben. Die Nuclear Regulatory Commission ging zumindest bei einem der Blöcke schon früh davon aus, dass die Schmelze bis in den Sicherheitsbehälter vorgedrungen war. Die Schätzungen über das Ausmaß der Zerstörung der einzelnen Reaktorkerne bzw. der Druckbehälter schwanken weiter; die Bereiche sind weiterhin nicht zugänglich.